# Momia de Cajamarquilla
La momia de Cajamarquilla son los restos de un cadáver momificado de un hombre andino del Antiguo Perú que fue encontrado en 2021 en el yacimiento arqueológico homónimo dentro del departamento de Lima, en el centro oeste del Perú.

## Historia
La momia fue encontrada a finales de noviembre de 2021, en Cajamarquilla, a las afueras de Jicamarca en la provincia de Huarochirí, perteneciente al departamento de Lima. Fue un equipo de investigación arqueológica de la Universidad Nacional Mayor de San Marcos (UNMSM) quienes realizaban exploraciones, la momia se encontró en una posición fetal, con las manos cubriéndose el rostro, los investigadores compararon esta posición con momias de las culturas Chachapoyas y Wari.

### Investigación
La momia pertenece a una época preincaica, no se pudo especificar a cual, pero la UNMSM explicó que se trataría de alguien perteneciente a la clase alta de su época, de 35 a 40 años de edad al momento de su entierro, se especula que vivió alrededor de los años 800 y 1200. Su piel se encontraba casi intacta por la protección de algodón que había alrededor suyo, su existencia trajo a la discusión nuevamente si Cajamarquilla era una urbe relevante del Imperio Wari.
La UNMSM también notifico que la momia ya existía antes de la transición de la cultura Wari como un Imperio, pues se encontró presencia de las culturas ychsma y chaclla. La momia, según la UNMSM, fue una ofrenda humana ante el fenómeno de El Niño que destruía las cosechas y amenazaba la existencia del mismo Cajamarquilla ante los huaicos que se generaban.
Alrededor de la momia, también se encontraron tumbas de adultos y niños.